# Збірна Великої Британії з футболу
Збірна Великої Британії з футболу офіційно не існує, оскільки вона розділена на збірні Англії, Шотландії, Уельсу та Північної Ірландії. Ці збірні беруть участь у чемпіонатах світу та Європи. Збірна брала участь лише у товариських матчах, оскільки вона не визнана ФІФА.